# Arcytophyllum ericoides
Arcytophyllum ericoides är en måreväxtart som först beskrevs av Carl Ludwig von Willdenow, Johann Jakob Roemer och Schult., och fick sitt nu gällande namn av Paul Carpenter Standley. Arcytophyllum ericoides ingår i släktet Arcytophyllum och familjen måreväxter. Inga underarter finns listade i Catalogue of Life.